# Ceyhan
Ceyhan je obec a okres v turecké provincii Adana. Žije zde přibližně 160 tisíc obyvatel. Leží na stejnojmenné řece a má středomořské podnebí. Po městě Adana je druhou nejlidnatější obcí provincie Adana a významným dopravním a ekonomickým uzlem, a to zejména pro přepravu ropy a zemního plynu ze zemí Blízkého východu a Střední Asie. Nejvýznamnějším ropovodem nacházejícím se v Ceyhanu je Ropovod Baku–Tbilisi–Ceyhan, který transportuje ropu z Kaspického moře přes Ázerbájdžán a Gruzii. Asi 60 kilometrů od města leží Letiště Adana Şakirpaşa a od roku 1912 je ve obci v provozu také železniční stanice Ceyhan. V okresu Ceyhan se nachází celkem 112 obcí. 